# SN 2003jf
SN 2003jf – supernowa typu II odkryta 26 października 2003 roku w galaktyce M+11-22-09. W momencie odkrycia miała maksymalną jasność 18,40m.